# Estado mental
Un estado mental o una propiedad mental es una característica de la mente de una persona. Los estados mentales forman una clase diversa que incluye la percepción, la experiencia del dolor, la creencia, el deseo, la intención, la emoción y la memoria. Hay controversia sobre la definición exacta del término. Según los enfoques epistémicos, la marca esencial de los estados mentales es que su sujeto tiene un acceso epistémico privilegiado, mientras que los demás solo pueden inferir su existencia a partir de signos externos. Los enfoques basados en la conciencia sostienen que todos los estados mentales son conscientes ellos mismos o se encuentran en la relación correcta con los estados conscientes. Los enfoques basados en la intencionalidad, por otro lado, ven el poder de las mentes para referirse a objetos y representar el mundo como la marca de lo mental. Según los enfoques funcionalistas, los estados mentales se definen en términos de su papel en la red causal independientemente de sus propiedades intrínsecas. Algunos filósofos niegan todos los enfoques mencionados al sostener que el término "mental" se refiere a un grupo de ideas vagamente relacionadas sin una característica unificadora subyacente compartida por todas. Se han propuesto varias clasificaciones superpuestas de los estados mentales. Las distinciones importantes agrupan los fenómenos mentales según si son sensoriales, proposicionales, intencionales, conscientes u ocurrentes. Los estados sensoriales involucran impresiones sensoriales como percepciones visuales o dolores corporales. Las actitudes proposicionales, como las creencias y los deseos, son relaciones que un sujeto tiene con una proposición. La característica de los estados intencionales es que se refieren a objetos o estados de cosas. Los estados conscientes forman parte de la experiencia fenoménica, mientras que los estados ocurrentes son causalmente eficaces dentro de la mente del dueño, con o sin conciencia. Una clasificación influyente de los estados mentales se debe a Franz Brentano, quien sostiene que solo hay tres tipos básicos: presentaciones, juicios y fenómenos de amor y odio.
Los estados mentales suelen contrastarse con aspectos físicos o materiales. Para los fisicalistas (no eliminativos), son un tipo de propiedad de alto nivel que puede entenderse en términos de actividad neuronal de grano fino. Los dualistas de propiedades, por otro lado, afirman que tal explicación reductiva no es posible. Los eliminativistas pueden rechazar la existencia de propiedades mentales, o al menos las correspondientes a categorías psicológicas populares como el pensamiento y la memoria. Los estados mentales desempeñan un papel importante en varios campos, como la filosofía de la mente, la epistemología y la ciencia cognitiva. En la psicología, el término se utiliza no solo para referirse a los estados mentales individuales enumerados anteriormente, sino también a una evaluación más global de la salud mental de una persona.

## Definición
Se han propuesto varias teorías en competencia sobre cuáles son las características esenciales de todos los estados mentales, lo que a veces se denomina la búsqueda de la "marca de lo mental". Estas teorías pueden dividirse a grandes rasgos en enfoques epistémicos, enfoques basados en la conciencia, enfoques basados en la intencionalidad y funcionalismo. Estos enfoques discrepan no solo sobre cómo definir la mentalidad, sino también sobre qué estados cuentan como mentales. Los estados mentales abarcan un grupo diverso de aspectos de una entidad, como creencias, deseos, intenciones o experiencias de dolor de esta entidad. Los diferentes enfoques a menudo resultan en una caracterización satisfactoria de solo algunos de ellos. 
Esto ha llevado a algunos filósofos a dudar de que haya una marca unificadora de lo mental y, en cambio, ven el término "mental" como una referencia a un grupo de ideas vagamente relacionadas. Los estados mentales suelen contrastarse con aspectos físicos o materiales. Este contraste suele basarse en la idea de que ciertos rasgos de los fenómenos mentales no están presentes en el universo material como lo describen las ciencias naturales e incluso pueden ser incompatibles con él.
Un aspecto central de los enfoques epistémicos es la idea de que el sujeto tiene un acceso epistémico privilegiado a sus estados mentales. Desde este punto de vista, un estado de un sujeto constituye un estado mental si y solo si el sujeto tiene acceso privilegiado a él. Se ha argumentado que este acceso es no inferencial, infalible y privado. El acceso no inferencial es insuficiente como marca de lo mental si se acepta que tenemos conocimiento no inferencial de cosas no mentales, por ejemplo, en la percepción regular o en la experiencia corporal. A veces se sostiene que el conocimiento de los propios estados mentales es infalible, es decir, que el sujeto no puede equivocarse al tenerlos. Pero si bien esto puede ser cierto para algunos estados mentales conscientes, hay varios contraejemplos, como estados mentales inconscientes o emociones conscientes que no sabemos cómo categorizar. La caracterización más influyente del acceso privilegiado ha sido que es privado, es decir, que los estados mentales son conocidos solo por el sujeto y apenas a través de sus síntomas, como actos de habla u otras expresiones, por otras personas. Un argumento influyente, pero no universalmente aceptado contra esta tradición es el argumento del lenguaje privado de Ludwig Wittgenstein. Sostiene que los estados mentales no pueden ser privados porque si lo fueran, no podríamos referirnos a ellos usando el lenguaje público.
Los enfoques basados en la conciencia sostienen que todos los estados mentales son conscientes en sí mismos o se encuentran en la relación correcta con los estados conscientes. Hay controversia sobre cómo se debe caracterizar esta relación. Una de las primeras versiones destacadas, debida a John Searle, afirma que los estados no conscientes son mentales si constituyen disposiciones para producir estados conscientes. Esto generalmente conduce a un modelo jerárquico de la mente que considera solo los estados conscientes como fenómenos mentales independientes, lo que a menudo es un punto de disputa para los oponentes a los enfoques basados en la conciencia. Según su línea de pensamiento, algunos estados mentales inconscientes existen independientemente de sus contrapartes conscientes. Se les ha denominado el "inconsciente profundo" (deep unconscious) y figuran en las ciencias cognitivas y el psicoanálisis. Pero el éxito de este contraargumento depende tanto de permitir que el inconsciente profundo sea realmente mental como de la manera de concebir la relación de dependencia negada por el inconsciente profundo.
Los enfoques basados en la intencionalidad identifican la intencionalidad, es decir, que los estados mentales se refieren a objetos y representan cómo es el mundo, con la marca de lo mental. Esto evita varios problemas a los que se enfrentan los enfoques basados en la conciencia, ya que atribuimos contenidos representacionales tanto a los estados conscientes cuanto a los inconscientes.  Se han planteado dos argumentos principales contra este enfoque: que algunas representaciones, como los mapas, no son mentales y que algunos estados mentales, como el dolor, no son representacionales. Los defensores de los enfoques basados en la intencionalidad han respondido a estos argumentos dando una explicación jerárquica de cómo las representaciones no mentales dependen de las representaciones mentales, similar a la relación entre los estados inconscientes y conscientes sugerida en el último párrafo, y tratando de mostrar cómo los estados mentales aparentemente no representacionales pueden caracterizarse como representacionales después de todo.
Los enfoques funcionalistas definen los estados mentales en términos de su papel en la red causal. Por ejemplo, un estado de dolor puede caracterizarse como lo que tiende a ser causado por una lesión corporal y a causar expresiones de dolor como gemidos. El conductismo es una forma de funcionalismo que restringe estas caracterizaciones a reacciones corporales a situaciones externas, a menudo motivado por un intento de evitar la referencia a estados internos o privados. Otras formas de funcionalismo son más liberales al permitir que tanto los estados externos cuanto los internos caractericen el papel causal de los estados mentales. La conciencia fenoménica constituye una dificultad para los enfoques funcionalistas, ya que sus aspectos intrínsecos no son captados por roles causales. Por ejemplo, las causas y los efectos del dolor omiten el hecho de que el dolor en sí mismo se siente desagradable.

## Clasificaciones
Hay una gran variedad de tipos de estados mentales, que pueden clasificarse según varias distinciones. Estos tipos incluyen la percepción, la creencia, el deseo, la intención, la emoción y la memoria. Muchas de las distinciones propuestas para estos tipos tienen superposiciones significativas y algunas incluso pueden ser idénticas. Los estados sensoriales involucran impresiones sensoriales, que están ausentes en los estados no sensoriales. Las actitudes proposicionales son estados mentales que tienen contenidos proposicionales, en contraste con los estados no proposicionales. Los estados intencionales se refieren a objetos o estados de cosas, una característica de la que carecen los estados no intencionales. Un estado mental es consciente si pertenece a la experiencia fenoménica. Los estados mentales inconscientes también forman parte de la mente, pero carecen de esta dimensión fenoménica. Los estados mentales ocurrentes son activos o causalmente eficaces dentro de la mente del dueño, mientras que los estados no ocurrentes o parados existen en algún lugar en el fondo de la mente, pero actualmente no desempeñan un papel activo en ningún proceso mental. Ciertos estados mentales son racionalmente evaluables: son racionales o irracionales dependiendo de si obedecen las normas de la racionalidad. Pero otros estados son arracionales: están fuera del dominio de la racionalidad. Una clasificación bien conocida se debe a Franz Brentano, quien distingue tres categorías básicas de estados mentales: presentaciones, juicios y fenómenos de amor y odio.

### Tipos de estados mentales
Existe una gran variedad de tipos de estados mentales incluyendo la percepción, la conciencia corporal, el pensamiento, la creencia, el deseo, la motivación, la intención, la deliberación, la decisión, el placer, la emoción, el estado de ánimo, la imaginación y la memoria. Algunos de estos tipos se contrastan con precisión entre sí, mientras que otros pueden superponerse. La percepción implica el uso de los sentidos, como la vista, el tacto, el oído, el olfato y el gusto, para adquirir informaciones sobre objetos materiales y eventos del mundo externo. Contrasta con la conciencia corporal en este sentido, que trata de los acontecimientos internos de nuestro cuerpo y que no presenta sus contenidos como objetos independientes. Los objetos dados en la percepción, por otro lado, se presentan directamente (es decir, de forma no inferencial) como existentes allí fuera independientemente del perceptor. La percepción suele considerarse confiable, pero nuestras experiencias perceptivas pueden a veces presentar informaciones falsas y, por lo tanto, pueden engañarnos. La información recibida en la percepción a menudo se considera más en el pensamiento, en el que la información se representa y procesa mentalmente. Tanto las percepciones como los pensamientos muchas veces resultan en la formación de creencias nuevas o en el cambio de creencias existentes. Las creencias pueden constituir conocimiento si son justificadas y verdaderas. Son actitudes proposicionales cognitivas no sensoriales que tienen una dirección de ajuste mente-a-mundo (mind-to-world direction of fit): representan el mundo como siendo de cierta manera y apuntan a la verdad. Contrastan con los deseos, que son actitudes proposicionales conativas que tienen una dirección de ajuste mundo-a-mente y tienen como objetivo cambiar el mundo representando cómo debería ser. Los deseos están estrechamente relacionados con la agencia: motivan al agente y, por lo tanto, participan en la formación de intenciones. Las intenciones son planes con los que el agente está comprometido y que pueden guiar las acciones.  La formación de intenciones a veces está precedida por la deliberación y la decisión, en las que se consideran las ventajas y desventajas de diferentes cursos de acción antes de comprometerse con uno de ellos. Se suele sostener que el placer desempeña un papel central en estas consideraciones. "Placer" se refiere a la experiencia que se siente bien, que implica el disfrute de algo.  El tema de las emociones está estrechamente relacionado con el de la agencia y el placer. Las emociones son respuestas evaluativas a estímulos externos o internos que se asocian con un sentimiento de placer o disgusto y motivan diversas reacciones de comportamiento. Las emociones son bastante similares a los estados de ánimo, con la diferencia de que los estados de ánimo tienden a surgir durante períodos más largos a la vez y de que los estados de ánimo no suelen ser claramente causados por o dirigidos a un evento u objeto específico.  La imaginación está aún más alejada del mundo real en el sentido de que representa las cosas sin pretender mostrar cómo son en realidad. Todos los estados mencionados pueden dejar huellas en la memoria que permiten revivirlos en un momento posterior en forma de memoria episódica.

### Sensación, actitudes proposicionales e intencionalidad
Una distinción importante entre los estados mentales es entre estados sensoriales y no sensoriales. Los estados sensoriales involucran alguna forma de impresiones sensoriales, como percepciones visuales, impresiones auditivas o dolores corporales. Los estados no sensoriales, como el pensamiento, la intuición racional o el sentimiento de familiaridad, carecen de contenidos sensoriales. Los estados sensoriales a veces se equiparan con estados cualitativos y se contrastan con estados de actitud proposicional. Los estados cualitativos implican qualia, que constituyen la sensación subjetiva de tener el estado en cuestión o de cómo es estar en él. Las actitudes proposicionales, por otro lado, son relaciones que un sujeto tiene con una proposición. Por lo general, se expresan mediante verbos como creer, desear, temer o esperar junto con una frase usando "que".  Así, creer que va a llover hoy, por ejemplo, es una actitud proposicional. Se ha argumentado que el contraste entre estados cualitativos y actitudes proposicionales es engañoso, ya que hay alguna forma de sentimiento subjetivo en ciertos estados proposicionales, como entender una oración o pensar repentinamente en algo. Esto sugeriría que también hay estados cualitativos no sensoriales y que algunas actitudes proposicionales pueden estar entre ellos. Otro problema con este contraste es que algunos estados son tanto sensoriales cuanto proposicionales. Esto es el caso de la percepción, por ejemplo, que involucra impresiones sensoriales que representan cómo es el mundo. Este aspecto representacional suele entenderse como implicando una actitud proposicional.
El concepto de intencionalidad está estrechamente relacionado con estas distinciones. La intencionalidad suele definirse como la característica de los estados mentales de referirse a objetos o estados de cosas. La creencia de que la luna tiene una circunferencia de 10921 km, por ejemplo, es un estado mental que es intencional en virtud de referirse a la luna y su circunferencia. A veces se sostiene que todos los estados mentales son intencionales, es decir, que la intencionalidad es la "marca de lo mental". Esta tesis se conoce como intencionalismo. Pero este punto de vista tiene varios oponentes, que distinguen entre estados intencionales y no intencionales. Los ejemplos putativos de estados no intencionales incluyen varias experiencias corporales como dolores y picazones. Debido a esta asociación, a veces se sostiene que todos los estados sensoriales carecen de intencionalidad. Pero tal punto de vista ignora que ciertos estados sensoriales, como las percepciones, pueden ser intencionales al mismo tiempo. Por lo general, se acepta que todas las actitudes proposicionales son intencionales. Pero si bien los casos paradigmáticos de intencionalidad también son proposicionales, puede haber algunas actitudes intencionales que no son proposicionales. Este podría ser el caso cuando una actitud intencional se dirige solo a un objeto. Desde este punto de vista, el miedo de Elsie a las serpientes es una actitud intencional no proposicional, mientras que el miedo de Joseph que le muerdan las serpientes es una actitud intencional proposicional.

### Consciente e inconsciente
Un estado mental es consciente si pertenece a la experiencia fenoménica. El sujeto está al corriente de los estados mentales conscientes en los que se encuentra: hay algún sentimiento subjetivo al tenerlos. Los estados mentales inconscientes también forman parte de la mente, pero carecen de esta dimensión fenoménica. Así es posible que un sujeto esté en un estado mental inconsciente, como un deseo reprimido, sin saberlo. Se suele sostener que algunos tipos de estados mentales, como sensaciones o dolores, solo pueden ocurrir como estados mentales conscientes. Pero también hay otros tipos, como creencias y deseos, que pueden ser tanto conscientes como inconscientes. Por ejemplo, muchas personas comparten la creencia de que la luna está más cerca de la tierra que del sol. Cuando se considera, esta creencia se vuelve consciente, pero por lo demás es inconsciente la mayor parte del tiempo. La relación entre estados conscientes e inconscientes es un tema controvertido. A menudo se sostiene que los estados conscientes son, en cierto sentido, más básicos y que los estados mentales inconscientes dependen de ellos. Uno de estos enfoques afirma que los estados inconscientes tienen que ser accesibles a la conciencia, que son disposiciones del sujeto para entrar en sus correspondientes contrapartes conscientes. Según esta posición no puede haber un "inconsciente profundo", es decir, estados mentales inconscientes que no pueden volverse conscientes.
El término "conciencia" a veces se utiliza no en el sentido de conciencia fenoménica, como se ha descrito anteriormente, sino en el sentido de conciencia de acceso (access consciousness). Un estado mental es consciente en este sentido si la información que porta está disponible para razonar y guiar el comportamiento, incluso si no está asociada con ningún sentimiento subjetivo que caracterice la experiencia fenoménica que ocurre al mismo tiempo. Los estados conscientes de acceso son similares pero no idénticos a los estados mentales ocurrentes, el tema de la siguiente sección.

### Ocurrente y parado
Un estado mental es ocurrente si es activo o causalmente eficaz dentro de la mente del dueño. Los estados no ocurrentes se denominan estados parados o disposicionales. Existen en algún lugar en el fondo de la mente, pero actualmente no desempeñan un papel activo en ningún proceso mental. Esta distinción a veces se identifica con la distinción entre estados mentales fenoménicamente conscientes e inconscientes. Parece ser el caso de que las dos distinciones se superponen, pero no coinciden completamente a pesar del hecho de que todos los estados conscientes son ocurrentes. Esto es así porque los estados inconscientes pueden volverse causalmente activos mientras permanecen inconscientes. Un deseo reprimido puede afectar el comportamiento del agente mientras permanece inconsciente, lo que sería un ejemplo de un estado mental ocurrente inconsciente. La distinción entre estados ocurrentes y parados es especialmente relevante para las creencias y los deseos. En cualquier momento, parece haber una gran cantidad de cosas que creemos o cosas que deseamos que no son relevantes para nuestra situación actual. Estos estados permanecen inactivos en el fondo de la mente aunque uno los tiene. Por ejemplo, mientras Ann está ocupada con su juego de ordenador favorito, todavía cree que los perros tienen cuatro patas y desea tener un perro como mascota en su próximo cumpleaños. Pero estos dos estados no desempeñan un papel activo en su estado de ánimo actual. Otro ejemplo proviene del sueño sin sueños cuando la mayoría o todos nuestros estados mentales son estados parados.

### Racional, irracional y arracional
Ciertos estados mentales, como las creencias y las intenciones, son racionalmente evaluables: son racionales o irracionales dependiendo de si obedecen a las normas de racionalidad. Pero otros estados, como los impulsos, las experiencias de mareo o el hambre, son arracionales: están fuera del dominio de la racionalidad y no pueden ser ni racionales ni irracionales. Una distinción importante dentro de la racionalidad se refiere a la diferencia entre la racionalidad teórica y práctica. La racionalidad teórica abarca las creencias y sus grados, mientras que la racionalidad práctica se centra en los deseos, las intenciones y las acciones. Algunos teóricos pretenden proporcionar una explicación completa de todas las formas de racionalidad, pero es más común encontrar tratamientos separados de formas específicas de racionalidad que dejan abierta la relación con otras formas de racionalidad.
Hay varias definiciones en competencia de lo que constituye la racionalidad, pero no hay una respuesta universalmente aceptada. Algunos relatos se centran en la relación entre estados mentales para determinar si un estado dado es racional. Según un punto de vista, un estado es racional si está bien fundamentado en otro estado que actúa como su fuente de justificación. Por ejemplo, la creencia de Scarlet de que está lloviendo en Mánchester es racional porque se basa en su experiencia perceptiva de la lluvia, mientras que la misma creencia sería irracional para Frank, ya que carece de tal base perceptual. Una versión diferente de tal enfoque sostiene que la racionalidad consiste en la coherencia entre los diferentes estados mentales de un sujeto. Esto implica una perspectiva holística que se preocupa menos por la racionalidad de los estados mentales individuales y más por la racionalidad de la persona en su conjunto. Otros relatos se centran no en la relación entre dos o varios estados mentales, sino en responder correctamente a razones externas. Las razones suelen entenderse como hechos que cuentan a favor o en contra de algo. Según este relato, la creencia antes mencionada de Scarlet es racional porque responde correctamente al hecho externo de que está lloviendo, que constituye una razón para mantener esta creencia.

### Clasificación según Brentano
Una clasificación influyente de los estados mentales se debe a Franz Brentano. Sostiene que hay tres tipos básicos: presentaciones, juicios y fenómenos de amor y odio.  Todos los estados mentales pertenecen a uno de estos tipos o están constituidos por combinaciones de ellos. Estos diferentes tipos difieren no en el contenido o en lo que se presenta, sino en el modo o la forma en que se presenta. El tipo más básico es la presentación, que está involucrada en todos los estados mentales. Las presentaciones puras, como en la imaginación, solo muestran su objeto sin ninguna información adicional sobre los aspectos verídicos o evaluativos de su objeto. Un juicio, por otro lado, es una actitud dirigida a una presentación que afirma que su presentación es verdadera o falsa, como es el caso en la percepción regular. Los fenómenos de amor y odio implican una actitud evaluativa hacia su presentación: muestran cómo deberían ser las cosas, el objeto presentado es visto como bueno o malo. Esto ocurre, por ejemplo, en los deseos. Se pueden construir tipos más complejos a través de combinaciones de estos tipos básicos. Estar decepcionado por un evento, por ejemplo, puede interpretarse como un juicio de que este evento ocurrió junto con una evaluación negativa del mismo. La distinción de Brentano entre juicios, fenómenos de amor y odio y presentaciones está estrechamente relacionada con la idea más reciente de la dirección de ajuste entre el estado mental y el mundo, es decir, la dirección de ajuste mente-a-mundo para los juicios, la dirección de ajuste mundo-a-mente para los fenómenos de amor y odio y la dirección de ajuste nula para las meras presentaciones.  El sistema tripartito de clasificación de Brentano ha sido modificado de diversas maneras por los discípulos de Brentano. Alexius Meinong, por ejemplo, divide la categoría de fenómenos de amor y odio en dos categorías distintas: sentimientos y deseos. Uriah Kriegel es un defensor contemporáneo del enfoque de Brentano para la clasificación de los fenómenos mentales.